# Mirosław Majka
Mirosław Michał Majka (ur. 9 września 1957 w Tuchowie) – polski polityk, od 2006 roku starosta powiatu świdwińskiego.

## Życiorys
Jest synem Marii i Franciszka. Uzyskał wyższe wykształcenie.

### Działalność polityczna
Dołączył do Sojuszu Lewicy Demokratycznej, został przewodniczącym SLD w Świdwinie. W wyborach samorządowych w 2006 roku uzyskał mandat radnego powiatu świdwińskiego, kandydując z list Powiat Świdwiński Razem otrzymał 196 głosów (4,0%). W listopadzie tego samego roku, w ramach koalicji Prawa i Sprawiedliwości z SLD, został wybrany starostą powiatu. W wyborach w 2010 roku uzyskał reelekcję otrzymując 508 głosów (9,77%). Po wyborach ponownie wybrano go starostą. W wyborach w 2014 roku został znowu radnym powiatu, otrzymał wówczas 220 głosów (5,03%). W listopadzie tego samego roku, przy poparciu Polskiego Stronnictwa Ludowego, został ponownie starostą.
W wyborach samorządowych w 2018 roku otrzymał 604 głosy (9,97%) ponownie uzyskując mandat radnego. W ramach koalicji z PSL jeszcze raz wybrano go starostą. W marcu 2024 roku został członkiem Zespołu Doradców Ministra Obrony Narodowej Władysława Kosiniak-Kamysza. W wyborach samorządowych w tym samym roku uzyskał reelekcję, otrzymał 368 głosów. 6 maja ponownie został wybrany starostą powiatu.